# Chuťový pohárek
Chuťový pohárek (lat. caliculus gustatorius) je chemoreceptor, jehož prostřednictvím je vnímána chuť, tedy chemické informace primárně související s příjmem potravy. Chuťové pohárky mají všichni obratlovci vyjma sliznatek. Skládají se minimálně ze čtyř typů buněk, ale stavbu mají u různých obratlovců různou. Ve fylogenezi jsou umístěny primárně v dutině ústní a hltanu, u některých skupin vodních obratlovců se (zřejmě druhotně) chuťové pohárky přesunuly i na vnější povrch těla, například ploutve. U savců jsou uloženy pod povrchem sliznice jazyka.
Stimulace pohárků vede k reflexní sekreci trávicích šťáv, například slin a žaludeční šťávy, v rámci první etapy chemického zpracování potravy.

## Chuťové pohárky u člověka

### Stavba
Člověk má průměrně okolo 10 000 těchto pohárků. Vybíhají z papil, tedy jakýchsi bradavek na jazyku.
Chuťový pohárek má tvar soudečku prostupujícího epitelem. Směrem k povrchu epitelu tvoří malý otvor - chuťový pór (porus gustatorius), do kterého vybíhají chuťové vlásky (mikroklky) chuťových buněk s rozličnými chuťovými receptory. Na těle těchto buněk se nachází nervová zakončení VII., IX. a X. hlavového nervu, odvádějící vjemy do mozku.
Inervace receptorů je zprostředkována myelinizovanými vlákny pomalého typu vedení. Přední dvě třetiny jazyka inervuje nervus lingualis (větev n. facialis), zadní třetinu jazyka pak nervus glossopharyngeus a od kořene po epiglottis nervus vagus.

### Vnímání
Pro chuťový vjem je potřeba určité prahové koncentrace chuťově aktivní látky v pohárcích. Existuje pět základních typů chuťových vjemů - sladké, kyselé, hořké, slané a umami. Ostatní chutě vznikají kombinací těchto vjemů v koncovém mozku. Chuťové pohárky jsou omývány sekretem specializovaných slinných žláz (Ebnerovy žlázy, gll.gustatoriae), ve kterém jsou rozpouštěné molekuly látek vnímaných jako chuť. Chemické látky vyvolávají chuťový vjem na základě obsahu aniontů nebo kationtů: H+ - kyselost , C+ H+ N− O− - pálivost , C+ - sladkost, N(H2)- - umami.[zdroj⁠?!]
Kyselost je zprostředována protony (H+), slanost ionty anorganických solí, sladkost převážně organickými látkami (z anorganických např. solemi olova), stejně tak i hořkost, která je kromě organických látek vyvolána solemi hořčíku a vápníku.
Pro jednotlivé chutě je odlišný práh citlivosti, který je závislý na koncentraci a době expozice látky, stejně jako na počtu aktivovaných čidel. Jeho hodnoty jsou 0,08 mol/l na sladké (glukóza), slané = 0,02 mol/l (NaCl), kyselé = 0,0001 (HCl, pH=4) a hořké 0,000008 mol/l (chininhydrochlorid).
U chuťových vjemů rozlišujeme chuťový kontrast a chuťovou kompenzaci. Kompenzace je například zprostředkována cukrem u hořké chuti kávy. Naopak po požití sladkého jídla je např. účinek kyselosti citrónové šťávy výraznější, což se označuje za kontrast.